# Municipio de Pine Grove (condado de Warren)
El municipio de Pine Grove (en inglés: Pine Grove Township) es un municipio ubicado en el condado de Warren en el estado estadounidense de Pensilvania. En el año 2000 tenía una población de 2,712 habitantes y una densidad poblacional de 26 personas por km².

## Geografía
El municipio de Pine Grove se encuentra ubicado en las coordenadas 41°57′00″N 79°06′59″O / 41.95000, -79.11639.

## Demografía
Según la Oficina del Censo en 2000 los ingresos medios por hogar en la localidad eran de $43,454 y los ingresos medios por familia eran $47,346. Los hombres tenían unos ingresos medios de $37,000 frente a los $22,500 para las mujeres. La renta per cápita para la localidad era de $20,144. Alrededor del 5,4% de la población estaban por debajo del umbral de pobreza.